# Управление (лингвистика)
Управле́ние в лингвистике — вид синтаксической связи в словосочетании (наряду с примыканием и согласованием), при котором главное слово требует постановки зависимого в определённой словоизменительной форме (а не совпадающей с формой главного слова, как при согласовании). Например, в русском языке глагол «хотеть» требует использования существительного в родительном или винительном падеже: «хотеть исполнения желаний», «хотеть книгу», а глагол «мечтать» — в предложном с предлогом о(б): «мечтать об исполнении желаний». Другими примерами могут послужить глаголы, давшие названия падежам.
При изменении главного слова форма зависимого не меняется: купить журнал — купил журнал — купят журнал — купивший журнал — купив журнал.
При управлении зависимое слово может быть выражено:
существительным: разбить вазу;
местоимением-существительным: сказать ему;
количественным числительным: разделить на пять;
другими частями речи в значении существительного: ухаживать за больными.

Модель управления, или рамка валентностей (англ. subcategorization frame) — схема, наглядно отражающая семантические и синтаксические актанты лексемы и способы их морфосинтаксического оформления; другими словами, какие части речи данное слово может иметь в качестве своих зависимых и в каких формах они должны стоять. Иногда также выделяют активную рамку валентностей (синтаксические структуры, которыми может управлять данная лексема) и пассивную (устойчивые лексические сочетания, в которые эта лексема входит в качестве управляемого).
Понятие модели управления было изначально введено в теории «Смысл ⇔ Текст». Позднее оно получило применение в компьютерной лингвистике.